# Ebba Åsman
Ebba Ida Linnéa Åsman (* 22. Dezember 1998 in Hammarö) ist eine schwedische Jazzmusikerin (Posaune).

## Leben und Wirken
Åsman, die in Värmland aufwuchs, lernte, seit sie sieben Jahre alt war, in der Musikschule von Karlstad Posaune; eigentlich wollte sie Schlagzeug lernen, aber da war die Warteliste sehr lang und ihr Bruder riet ihr zu diesem Instrument. Mit 15 Jahren zog sie nach Stockholm, wo sie das dortige Södra Latins Gymnasium besuchte, um dann an der Königlichen Musikhochschule Musik zu studieren. Ihr dortiger Prüfer Ilja Reijngoud gab ihr den Rat, die Ausbildung bei Codarts in Rotterdam fortzusetzen, wo sie seit 2018 studierte. 
Bereits 2019 erschien bei Stockholm Jazz Records Åsmans Debütalbum Zoom Out, dessen „sphärischer, offener Jazz“ von der Kritik auch als „gutes Beispiel für die Verschmelzung verschiedener kultureller Einflüsse“ gelobt wurde. Sie tourte in Europa mit ihrem Vorbild und Mentor Nils Landgren, mit dem Allstar-Funkkollektiv Brooklyn Funk Essentials und mit ihrer eigenen Band. Mit den Greyheads gastierte sie 2019 beim North Sea Jazz Festival. Mit ihrem Quartett, zu dem Anna Gréta Sigurðardóttir, Petter Olofsson und Robert Ikiz gehören, trat sie 2021 bei Jazz Baltica auf. Der niederländische Kultursender NTR widmete ihr schon 2020 eine Porträtsendung in seiner Reihe „New Generation.“
2022 repräsentierte Åsman Schweden im Euradio Jazz Orchestra unter Leitung von Hendrika Entzian. 2025 legte sie ihr Album When You Know (Dorado Records 2025) vor. Sie ist auch auf Benjamin Hermans Album Nostalgia Blitz zu hören.